# Loxosceles jamaica
Loxosceles jamaica är en spindelart som beskrevs av Willis J. Gertsch och Ennik 1983. Loxosceles jamaica ingår i släktet Loxosceles och familjen Sicariidae.
Artens utbredningsområde är Jamaica. Inga underarter finns listade i Catalogue of Life.